# François Colletet
François Colletet (1628-1680?) fue un poeta francés, hijo del poeta y escritor Guillaume Colletet. Su poesía fue considerada de menor calidad que la de su padre, e incluso fue ridiculizado por autores como Nicolás Boileau.

## Obras
- Noëls nouveaux, 1660
- Le tracas de Paris, 1665
- La muse coquette, 1665